# Perly-Certoux
Perly-Certoux es una comuna suiza del cantón de Ginebra. Limita al norte con la comuna de Confignon, al este con Plan-les-Ouates y Bardonnex, al sur con las Saint-Julien-en-Genevois (FRA-74), y al oeste con Soral y Bernex.